# Die Zieglerschen
Die Zieglerschen (früher Zieglersche Anstalten) sind ein diakonisches Unternehmen in der Rechtsform eines eingetragenen Vereins mit Hauptsitz in Wilhelmsdorf im Landkreis Ravensburg. Sie betreiben ein umfangreiches Netz diakonischer Dienste im Südosten von Baden-Württemberg sowie im Großraum Stuttgart. Die Einrichtungen arbeiten in den Bereichen Altenhilfe, Behindertenhilfe, Suchtkrankenhilfe, Hilfe bei Hör-Sprach-Problemen, Jugendhilfe und Integration in Arbeit. Der Verein beschäftigt insgesamt rund 3300 Mitarbeitende.

## Geschichte

### 19. Jahrhundert
Der Gründung der Zieglerschen geht im Jahr 1824 die Gemeindegründung von Wilhelmsdorf durch Pietisten aus Korntal voraus. Mit der Gemeindegründung einher ging die Arbeit mit Hilfebedürftigen. Der Beginn der diakonischen Arbeit in Wilhelmsdorf wurde am Geburtstag des württembergischen Königs, 27. September 1830, mit der Eröffnung einer „Rettungsanstalt für verwaiste und verwahrloste Knaben“ neben der Dorfschule eingeläutet. Deren Leiter war Schulmeister Heinrich Gottlieb Hiller. Nach seinem Tod 1832 übernahm Johann Martin Stanger die Gemeindeschule und die Rettungsanstalt (Hausvater), welche er bis zu seinem Tod im Jahr 1861 leitete. Weitere Anstalten kamen hinzu: 1833 wurde der „Lindenhof Anstalt für strafentlassene Frauen“ gegründet (wurde 1863 ohne Nachfolgeeinrichtung aufgelöst). 1835 wurde die „Rettungsanstalt für Mädchen“ und ein „Heim für Kleinkinder“ gegründet (Die Kleinkinder-Anstalt wurde 1840 ohne Nachfolgeeinrichtung aufgelöst). 1837 berief Gottlieb Wilhelm Hoffmann (1771–1846), der Gründer von Korntal und Wilhelmsdorf, den Taubstummenlehrer August Friedrich Oßwald nach Wilhelmsdorf. Oßwald gründete noch im selben Jahr die erste „Oßwald’sche Taubstummenanstalt für Kinder“. Friedrich Wilhelm Thumm (1818–1889), Lehrer und Ortsvorsteher, gründete 1855 das „Thumm’sche Tochterinstitut“ (später mit „Mädcheninternat Zinzendorfhaus“) und Oßwald 1857 das „Knabeninstitut“ (später mit „Internat Knabeninstitut“). Aus „Tochterinstitut“ und „Knabeninstitut“ entwickelte sich 1932 das Gymnasium und 1969 die Realschule.
1873 übernahm Johannes Ziegler (1842–1907) von Oßwald das vakante Amt der Anstaltsleitung, das dieser aus Krankheitsgründen abgeben musste. Ziegler war erst 1864 nach Wilhelmsdorf gekommen, ehelichte 1868 Oßwalds Tochter Mathilde und übernahm von Thumm das Amt als Ortsvorsteher. Unter Zieglers Tätigkeit als Lehrer, Aufseher, Direktor und Hausvater expandierte die diakonische Arbeit der „Wilhelmsdorfer Anstalten evangelischer Diakonie“: die Arbeitsfelder wurden stetig erweitert und eine rege Bautätigkeit setzte ein. Im Jahr 1878 fusionierten die „Rettungsanstalt für Knaben“ mit der „Rettungsanstalt für Mädchen“ zur „Kinder-Rettungsanstalt“, heute „Kinderheim Hoffmannhaus“.

### 20. Jahrhundert
Ziegler eröffnete 1905 die „Trinkerheilstätte Zieglerstift Haslachmühle“. Aus dieser ersten Therapieeinrichtung für alkoholkranke Männer entwickelte sich 1954 die „Fachklinik Höchsten“ und 1966 die „Fachklinik Ringgenhof“. Am 4. September 1907 starb Johannes Ziegler. 1916 wurde der Verein „Zieglersche Anstalten e. V. – Wilhelmsdorfer Werke evangelischer Diakonie“ in das Vereinsregister Ravensburg eingetragen. Damit wurde eine Verfügung aus Johannes Zieglers Testament umgesetzt, der den Fortbestand seiner diakonischen Einrichtungen durch die Überführung in eine Stiftung oder einen Verein nachhaltig sichern wollte.
Während der NS-Gewaltherrschaft wurden am 24. März 1941 19 Patienten aus der damaligen evangelischen Taubstummenanstalt Wilhelmsdorf, trotz der hinhaltenden Verweigerungshaltung des damaligen Leiters Heinrich Hermann, durch die „Grauen Busse“ der „Gemeinnützigen Krankentransport GmbH“ (Gekrat) ins Psychiatrische Landeskrankenhaus Weinsberg deportiert. Unter den 19 Deportierten befanden sich auch zwei Frauen aus der Diakonie Stetten, wo sie bereits zur „Desinfektion“ ausgewählt, aber vom dortigen Personal versteckt und nach Wilhelmsdorf gebracht worden waren. Von den 19 Frauen und Männern, die im Zuge der „Euthanasie“-Tötungsaktion T4 in der hessischen NS-Tötungsanstalt Hadamar bei Limburg an der Lahn vergast werden sollten, kehrte nur Ernst Weiß nach Wilhelmsdorf zurück. Die Tötungsanstalt Schloss Grafeneck war zu diesem Zeitpunkt bereits geschlossen. Eine im Jahr 1985 erstellte Bilderwand erinnert seither im Eingangsbereich des Rotachheims der Zieglerschen Behindertenhilfe an das Geschehene. Der Titel „Vor Gott ist nicht einer vergessen“ ist angelehnt an Lukas 12,6. Zwei Gedenksteine auf dem Ortsfriedhof erinnern ebenfalls an dieses Geschehen.
War der Krieg lähmend für die „Zieglerschen Anstalten“, wurde 1946 die „Haslachmühle“ in die „Helferschule für innere Mission“ umgewandelt. Der evangelische Theologe Gotthilf Vöhringer (1881–1955) beabsichtigte damit, die Ausbildung von „Arbeitshelfern“ in den Heimen für körperlich und geistig Behinderte auf ein solides Fundament zu stellen. 1958 erhielt die „Helferschule Haslachmühle“ schließlich den Namen „Gotthilf-Vöhringer-Schule“ (GVS). 1960 folgte die staatliche Anerkennung des Ausbildungsganges „Arbeitserziehung“, 1968 folgte die „Heilerziehungspflege“. 1972 wurde die Gotthilf-Vöhringer-Schule von der Haslachmühle nach Wilhelmsdorf in das neue Schulgebäude verlegt. Seitdem wuchs die GVS in hohem Maße und bietet heute insgesamt sieben Ausbildungsgänge an vier Standorten an.
Eugen Steimle, während der NS-Zeit als SS-Standartenführer und Kommandeur von Einsatzgruppen des SD für Massenmorde in der Sowjetunion verantwortlich und dafür in den Nürnberger Prozessen zunächst zum Tode verurteilt, wurde nach Begnadigung und Haftentlassung Lehrer am Gymnasium der Zieglerschen Anstalten. 
Das „Zieglerstift“ erwarb in den 1950er Jahren das Anwesen Gansauge auf dem 830 Meter hoch gelegenen Höchsten. Am 22. Mai 1955 wurde dort die „Heilstätte“ (später „Fachklinik Höchsten für suchtkranke Frauen“) mit 25 Frauen eröffnet und bis in die 1980er Jahre sukzessive erweitert, baulich wie therapeutisch. 1975 kam die „Außenstelle Bruggenhof“ hinzu. Da eine bauliche Sanierung der in die Jahre gekommenen Gebäudesubstanz die Kosten eines Neubaus überstiegen, entschloss man sich zu einem Neubau am Sonnenhof in Bad Saulgau. Mit dem Spatenstich vom 20. Januar 2009 begann der Bau des mit rund 14 Millionen Euro angesetzte Projektes. Ende November 2010 konnte die „Fachklinik Höchsten Bad Saulgau“ mit 79 Behandlungsplätzen (73 Einzelzimmer und sechs Räume mit der Möglichkeit der Doppelbelegung) für abhängigkeitserkrankte Patientinnen ihren Betrieb aufnehmen. Durch die Restwärme des abgebadeten Thermalwassers der nahe gelegenen Sonnenhof-Therme Bad Saulgau deckt die Klinik rund 27 Prozent ihrer Nutzwärme.
Weiterhin entstanden 1953 die „Gehörlosenschule mit Heim“ und das „Heilerziehungsheim mit Sonderschule“, seit 1981 „Rotachheim – Heim für Mehrfachbehinderte“. Zur Gehörlosenschule kam 1972 das „Sprachheilzentrum Ravensburg“ und daraus 1977 die „Schwergehörigenschule Altshausen“.
Darüber hinaus entstand aus der 1966 aufgelösten „Trinkerheilstätte Zieglerstift Haslachmühle“ in Kooperation mit der „Gehörlosenschule mit Heim“ im Jahr 1966 die „Haslachmühle – Heim für Mehrfachbehinderte“.

### 21. Jahrhundert
Mit Beginn des Jahres 2004 haben sich die Zieglerschen Anstalten mit einem weiteren württembergischen Traditionsunternehmen zusammengetan: die „Evangelische Altenheime in Baden-Württemberg gGmbH“, hervorgegangen aus dem „Verein für Evangelische Altenheime in Württemberg e. V.“. Dieser Verein wurde 1846 als „Verein für die Evangelischen Frauenstifte in Württemberg“ gegründet und ist heute, als die Evangelische Altenheime in Baden-Württemberg gGmbH, der älteste Träger von Altenhilfeeinrichtungen im Land. Namhafte Persönlichkeiten des öffentlichen Lebens im damaligen Königreich Württemberg wie der Dichter Gustav Schwab, der Diplomat Christoph von Kölle oder der evangelische Prälat Sixt Karl von Kapff waren Gründungsmitglieder. Als Schirmherrinnen und Protektoren der Frauenstifte fungierten bis 1918 die württembergischen Königinnen.

### Suchtkrankenhilfe
2005 feierte die Therapie von abhängigkeitserkrankten Menschen in den Zieglerschen ihr hundertjähriges Bestehen. 1249 Patientinnen und Patienten sind 2009 in sechs Einrichtungen behandelt worden. Jeder ehemalige Patient wird ein Jahr nach seinem Rehaaufenthalt zu seiner gesundheitlichen, sozialen und beruflichen Situationen befragt. Für die in 2008 Entlassenen lag die Abstinenzquote zwischen 55 und 82 Prozent. Die Suchthilfe arbeitet mit drei Kliniken im stationären Rehabereich: Fachklinik Höchsten in Bad Saulgau, Fachkrankenhaus Ringgenhof in Wilhelmsdorf und Rehabilitationszentrum am Bussen in Oggelsbeuren. Weiter gibt es zwei Tagesrehabilitationen in Ravensburg und Ulm im ganztägig-ambulanten Bereich und eine Adaptionseinrichtung in Wilhelmsdorf für suchtkranke Menschen, deren psycho-soziales Umfeld nach erfolgter Therapie weiterhin instabil ist. Hinzu kommt die enge Vernetzung in den regionalen Suchthilfesystemen mit Partnern wie zum Beispiel dem Zentrum für Südwürttemberg. Mit der „Fachklinik Höchsten Bad Saulgau“ verließ die Suchtklinik ihre abgeschiedene Lage auf dem Höchsten zugunsten der städtischen Alltagsnähe, die verstärkt in ihr therapeutisches Programm eingebunden wird.

## Einrichtungen und Angebote (Auswahl)
Zu den Einrichtungen und Angeboten der Zieglerschen gehören unter anderen:
- Die Zieglerschen – Altenhilfe:

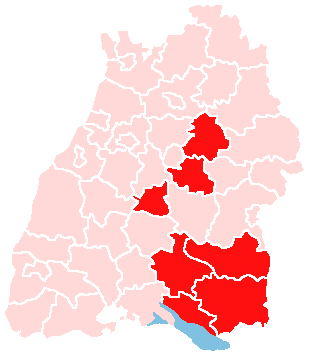
Standorte der Zieglerschen Anstalten (Landkreise in Baden-Württemberg)

  - Pflegeheime und betreutes Wohnen in Aichwald, Aitrach, Aldingen (Kreis Tuttlingen), Bad Waldsee, Baltmannsweiler, Bempflingen, Denkendorf, Erolzheim, Esslingen am Neckar, Gomaringen, Kirchentellinsfurt, Kirchheim unter Teck, Kusterdingen, Leutkirch, Mengen, Plüderhausen, Rot an der Rot, Schorndorf, Tübingen, Villingen-Schwenningen, Wannweil, Wendlingen, Wilhelmsdorf (Württemberg) (weitere im Bau)
  - Ambulante Pflegedienste in Biberach an der Riß, Mössingen und Wilhelmsdorf (Württemberg)

- Die Zieglerschen – Behindertenhilfe:
  - Wohnen und Tagesstruktur für Erwachsene in Wilhelmsdorf (Württemberg) und in der Haslachmühle Horgenzell

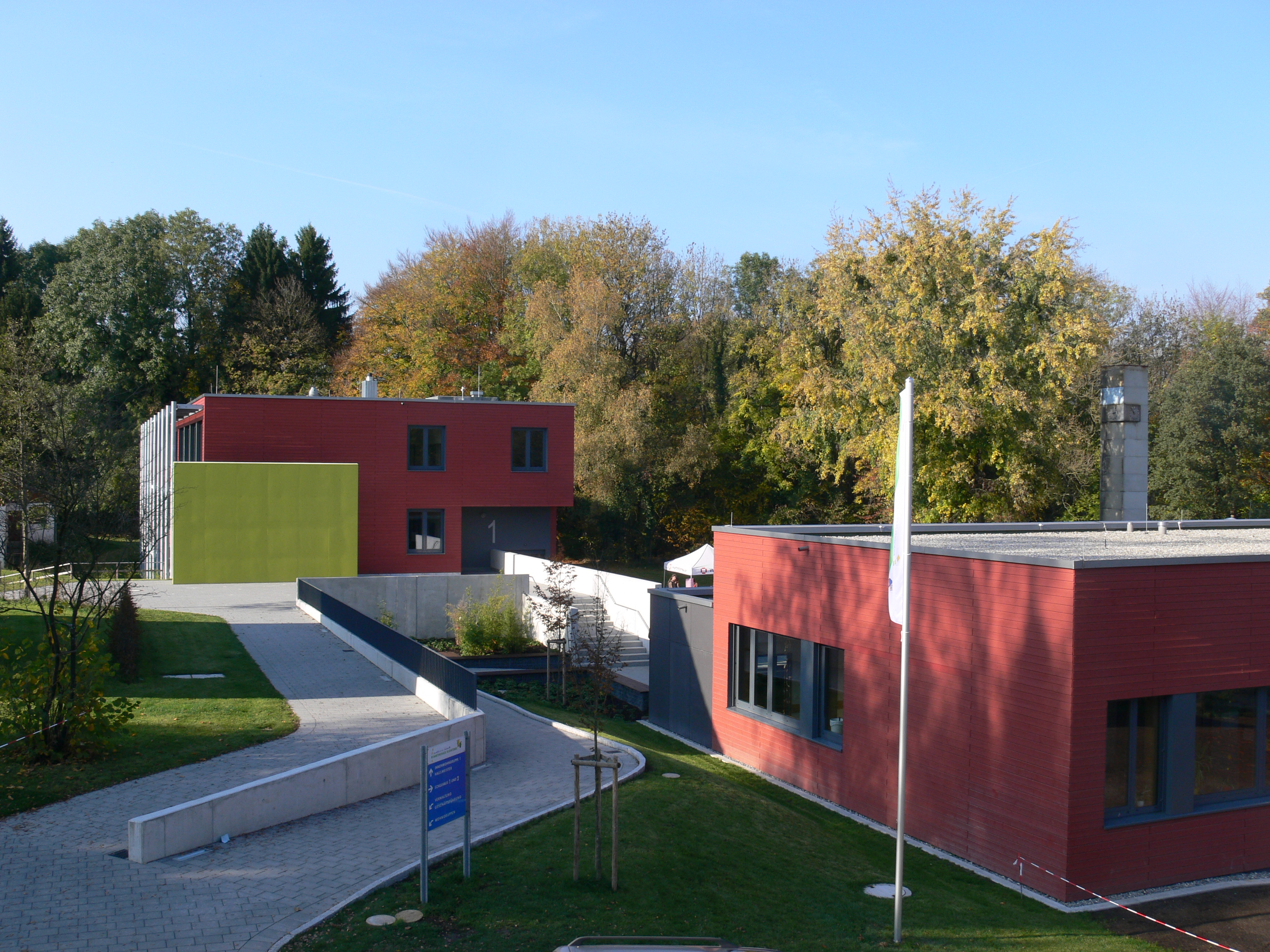
Martinshaus Kleintobel

  - Sonderpädagogisches Bildungs- und Beratungszentrum (SBBZ) mit Internat Haslachmühle Horgenzell
  - Wohnen und Tagesstruktur an dezentralen Standorten in Aulendorf, Bad Saulgau, Engen und Ravensburg (weitere im Bau / in Planung)
  - NEULAND-Werkstätten (WfbM) in Wilhelmsdorf (Württemberg) und Aulendorf
  - Pflegeheim für Senioren mit Behinderung in Wilhelmsdorf (Württemberg)
  - Ambulante Dienste (Ambulant Betreutes Wohnen, Wohnen in Gastfamilien, Persönliches Budget etc.) im Landkreis Ravensburg, Bodenseekreis und Landkreis Sigmaringen
  - Reiseangebote für Menschen mit Behinderungen

- Die Zieglerschen – Hör-Sprachzentrum:
  - Sonderpädagogische Bildungs- und Beratungszentren mit Förderschwerpunkt Hören und/oder Sprache in Ravensburg, Altshausen, Wilhelmsdorf (Württemberg), Arnach, Biberach an der Riß, Sigmaringen und Friedrichshafen mit Außenstellen in Otterswang und Leutkirch im Allgäu

- Die Zieglerschen – Jugendhilfe:
  - Sonderpädagogisches Bildungs- und Beratungszentrum Martinshaus Kleintobel (Förderschwerpunkt emotionale und soziale Entwicklung) in Berg bei Ravensburg, Bildungsgänge Realschule und Gymnasium (Sek. 1).
  - Sozialraumorientierte Angebote: Schulsozialarbeit und betreutes Jugendwohnen

- Die Zieglerschen – Suchthilfe:
  - Fachklinik Ringgenhof in Wilhelmsdorf
  - Fachklinik Höchsten in Bad Saulgau
  - Adaption Oberschwaben in Wilhelmsdorf
  - Tagesrehabilitationen in Ravensburg und Ulm

- Die Zieglerschen – Integration in Arbeit:
  - Integrationsbetrieb mit den Geschäftsfeldern Malerei und Landschaftsgärtnerei

## Johannes-Ziegler-Stiftung
Die 2009 gegründete Johannes-Ziegler-Stiftung fördert laut Satzung in erster Linie Aufgaben und Projekte aus den Arbeitsbereichen der Zieglerschen. Außerdem leistet sie Einzelfallhilfen und betreibt eigene Projekte der Armutsdiakonie, wie z. B. die Ravensburger Vesperkirche.

## Regelmäßiger Fernsehgottesdienst
Seit Oktober 2009 gestalten die Zieglerschen einen regelmäßigen Fernsehgottesdienst auf Bibel TV: „Die Stunde des Höchsten“. Produziert wird der Gottesdienst in der Kapelle auf dem Höchsten (Deggenhausertal, Ortsteil Höchsten). Die Kapelle wurde mit Glasfenstern von Andreas Felger zu den Ich-bin-Worten Jesu aus dem Johannesevangelium gestaltet. Die Kapelle ist das jüngste Gebäude eines im 14. Jahrhundert gegründeten Klosters.